# Kawasaki Z 650
La Kawasaki Z 650 è una motocicletta prodotta dalla casa motociclistica giapponese Kawasaki dal 2017.

## Profilo e contesto

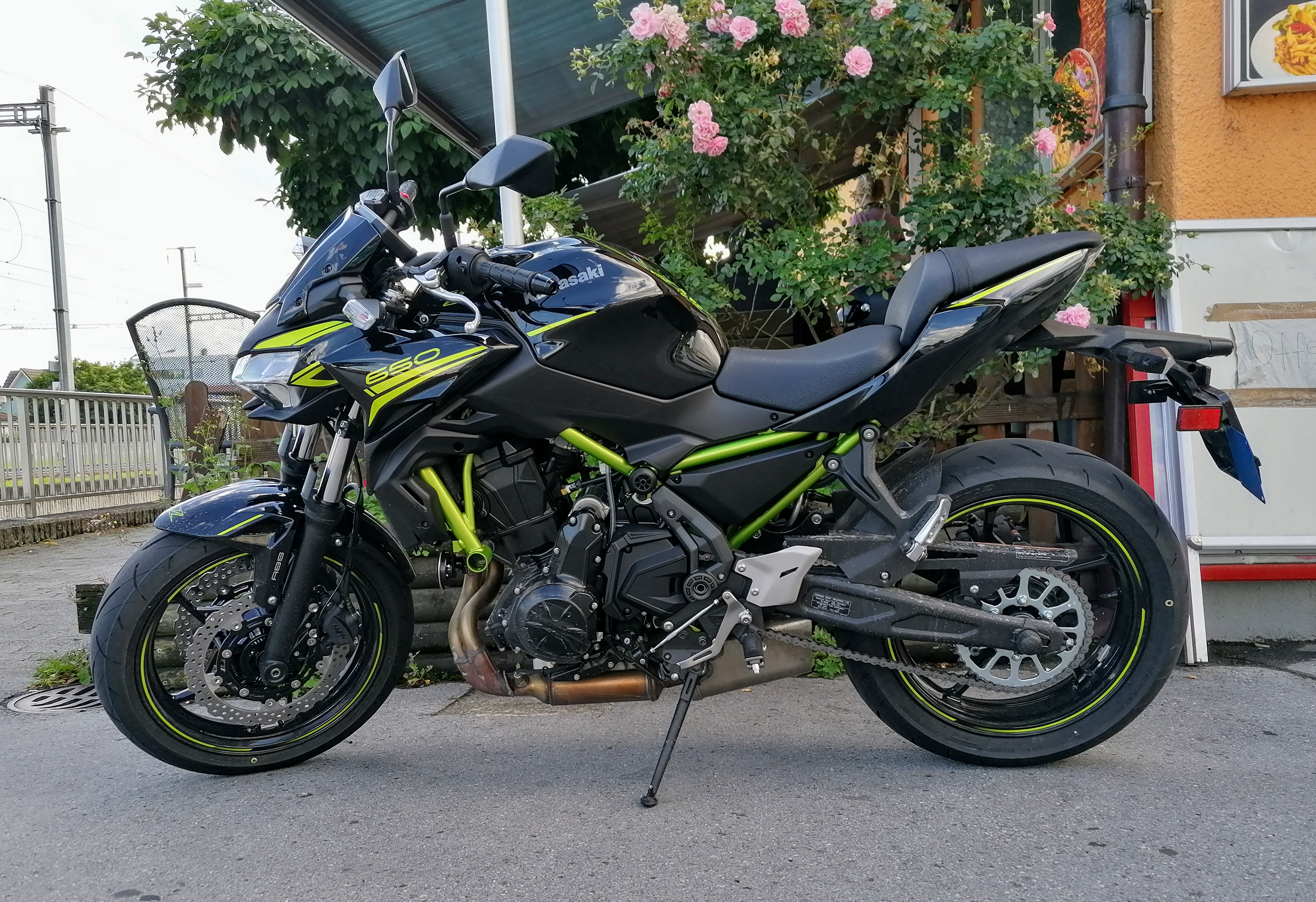
Z 650 del 2020

Presentata in anteprima nel novembre 2016 ad EICMA insieme con la Kawasaki Z 900, va a riprendere il nome di una omonima moto a quattro cilindri costruito sempre dalla Kawasaki nel 1976 ed è stata poi introdotta sul mercato in Europa ad inizio 2017. La Z 650 è stata creata come modello più economico rispetto alla più grande Z 900, dalla quale riprende il design e alcuni elementi estetici.
A spingere la moto c'è un nuovo motore a due cilindri in linea
a 4 tempi e raffreddato a liquido con albero motore controrotante e distribuzione DOHC a 8 valvole (quattro per cilindro), disposto frontemarcia con omologazione Euro 4 dalla cilindrata totale di 649 cm³ (alesaggio x corsa rispettivamente 83 x 60 mm, con rapporto di compressione pari a  10,8:1) alimentato da un sistema ad iniezione elettronica indiretta multipoint con due corpi farfallati.
Grazie al nuovo forcellone posteriore e all'inedito telaio traliccio in tubi d'acciaio di nuova concezione, che pesa solo 15 kg, la Z 650 pesa 19 kg in meno rispetto alla ER-6N, per un totale d 188 kg. È anche più leggera di 6 kg rispetto alla Ninja 650. La capacità del serbatoio è di 15 litri, mentre al posteriore c'è una nuova sospensione con ammortizzatore in posizione centrale orizzontale. L'ABS è di serie.
Il motore, che è stato totalmente riprogettato per soddisfare lo standard sulle emissioni Euro 4, eroga una potenza inferiore pari a 68 CV e una coppia di 66 Nm. Inoltre è stata ottimizzata l'erogazione della coppia nei regimi basso e medi, per  migliorarne la guidabilità. Il design e l'estetica riprende quella degli altri modelli della serie Z. Grazie all'architettura a 2 cilindri e alla potenza relativamente bassa, nonché all'altezza della sella ridotta a 785 mm, la Z 650 rappresenta la moto entry-level insieme alla gamma Z. Il quadro strumenti è composto da un display digitale che comprende anche indicatore di selezione delle marce già e una luce di cambiata che segnala al guidatore quando è più opportuno cambiare rapporti. La luce posteriore a LED riprende la forma a "Z".
Ad EICMA nel novembre 2019  viene introdotta una versione rinnovata, caratterizzata da una nuova sella, strumentazione e fanaleria ora completamente a LED in luogo dei precedente fari alogeni. 
Ad ottobre 2020 subisce un ulteriore aggiornamento al motore, per soddisfare la normativa sulle emissioni Euro 5. 
Nel 2022 viene introdotto il controllo di trazione, un nuovo sistema d'illuminazione a LED, un nuovo blocchetto di accensione e nuove colorazioni.

### Kawasaki Z 650 RS
Nell'estate del 2022, la Kawasaki ha presentato la Z 650 RS, una versione in stile retrò che si rifà alla Z650 a quattro cilindri del 1976-1984, con strumentazione analogica anziché digitale e fari anteriore tondo anziché rettangolare.